# Ottilie Arndt

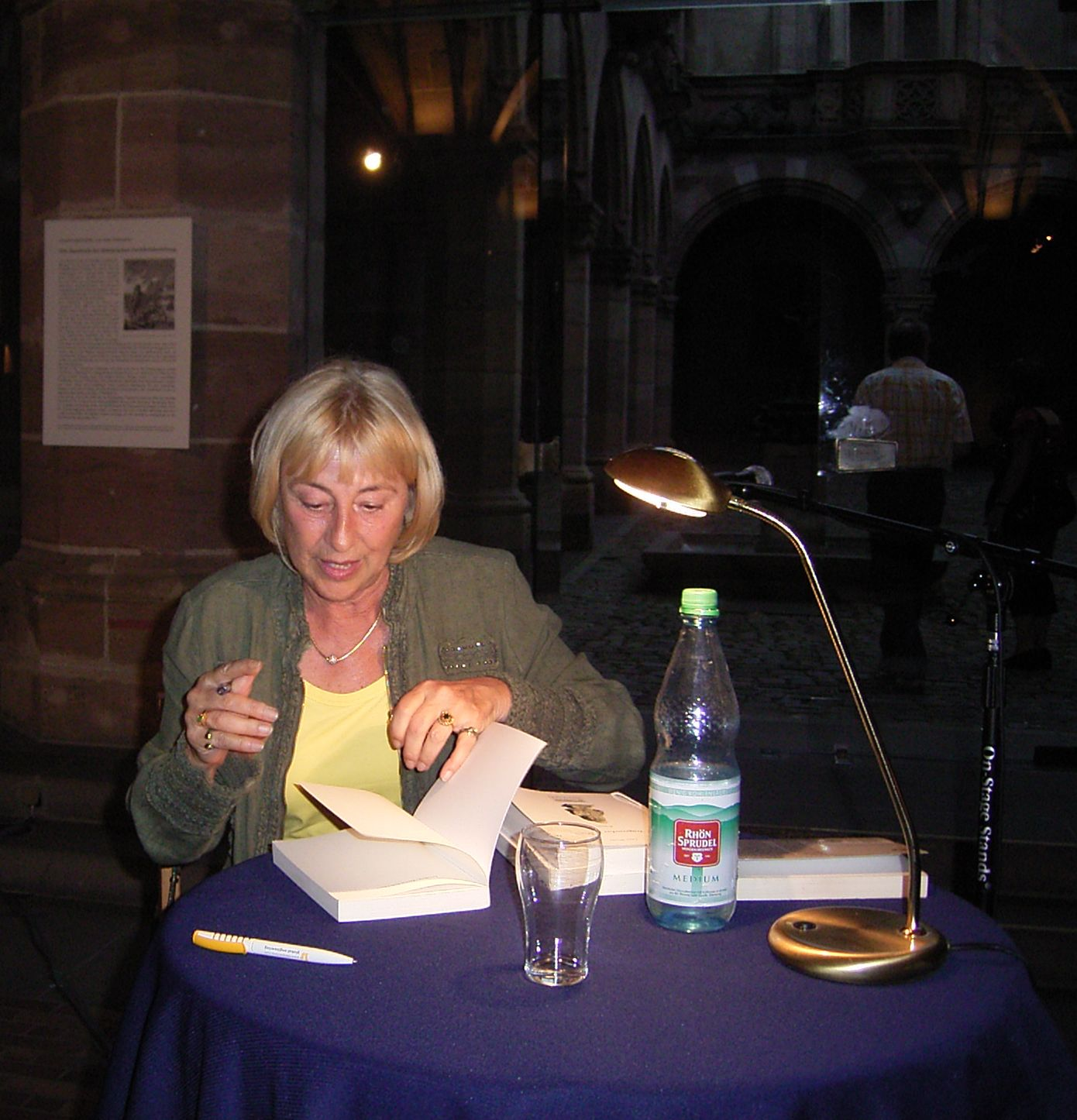
Lena Bloom beim Signieren im Pellerhof in Nürnberg

Ottilie Arndt (geborene Hofmann; * 1951 in Amberg) ist eine deutsche Schriftstellerin, die unter dem Pseudonym Lena Bloom Kriminalromane schreibt. Sie ist habilitierte Sozialwissenschaftlerin und Mitglied der Altstadtfreunde Nürnberg.

## Werdegang
Ottilie Hofmann wuchs in Amberg auf und besuchte mit ihrer Zwillingsschwester Lydia von 1961 bis 1970 das Gregor-Mendel-Gymnasium in Amberg. Nach dem Abitur studierte sie Pädagogik an der Universität Regensburg.
1974 heiratete sie Hans-Jürgen Arndt und zog zu ihm nach Nürnberg. Sie arbeitete als Lehrerin und schrieb nebenbei für die Zeitschrift Freund der Kinder. Immer mehr interessierte sich Arndt für ausländische Schulsysteme und studierte diese bei zahlreichen Auslandsaufenthalten, unter anderem von 1987 bis 1991 in Kolumbien. Gleichzeitig veröffentlichte sie dazu eine Reihe von wissenschaftlichen Artikeln.
1992 zog Familie Arndt in ein Haus an der Pegnitz im Johannisviertel, das nur wenige hundert Meter vom Johannisfriedhof entfernt ist. Am Institut für Grundschulforschung Nürnberg der Friedrich-Alexander-Universität Erlangen-Nürnberg, schrieb sie ihre Dissertation zum Thema: Die spanische Schulreform von 1990. Untersuchung einer systemischen Reformkonzeption. 1999 wurde sie von der Uni zur Professorin ernannt.
Im Jahre 2000 beendete sie ihren Lehrauftrag, um sich unter dem Pseudonym Lena Bloom ihrer schriftstellerischen Karriere zu widmen.
Zusammen mit ihrer Zwillingsschwester Lydia Ostermeier hat sie 2010 und 2011 zwei Kriminalromane, Teufelsmühle und Eibengift, geschrieben, in denen der Münchner Kriminaloberrat Otto Fechter und die aus Franken stammende Kriminaldirektorin Renate Wörlein ermitteln. Eibengift handelt unter anderem im Paterzeller Eibenwald.

„Ich habe schon immer gerne Krimis aus anderen Städten gelesen, um ein Bild von der Stadt zu bekommen, dann habe ich mir gedacht, warum soll es so etwas nicht für Nürnberg geben?“

## Werke

### Belletristik

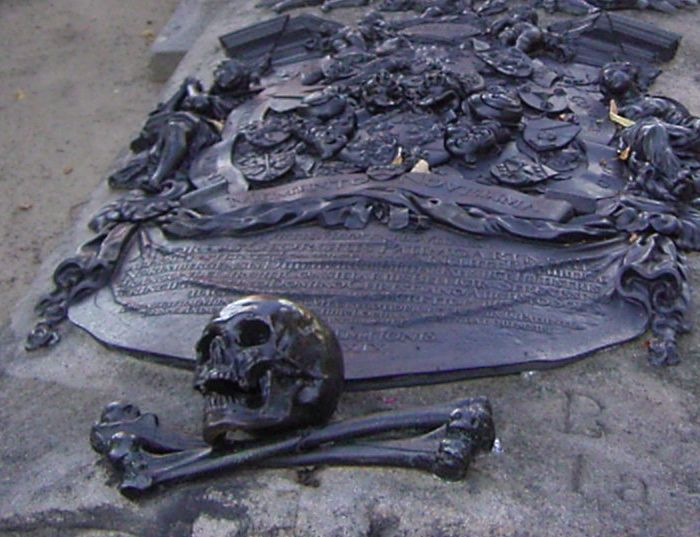
Das in Rosen in Sankt Johannis vorkommende Grab auf dem Johannisfriedhof (Nürnberg)

Die Hauptperson in den Krimis ist Hauptkommissarin Johanna Uhl.
- Rosen in Sankt Johannis. Roman. Fouqué-Literaturverlag, Frankfurt/M. 2002, ISBN 3-8267-5105-1. Die Handlung spielt in St. Johannis (Nürnberg), einem der ältesten Stadtteile Nürnbergs.
- Trügerischer Schein. Roman. Fouqué-Literaturverlag, Frankfurt/M. 2004, ISBN 3-8267-5561-8. Die Handlung beginnt im Rosenaupark.
- Aufs Spiel setzen. Roman. Fouqué-Literaturverlag, Frankfurt/M. 2007, ISBN 978-3-86548-801-5. Die Handlung beginnt in den Felsengängen und spielt im Umfeld der Nürnberger Spielwarenmesse, beim Chinesenfasching in Dietfurt und in den USA Frankenmuth.

Die Hauptpersonen in den zusammen mit Lydia Ostermeier geschriebenen Krimis sind Otto Fechter und Renate Wörlein, beide beim bayerischen Landeskriminalamt tätig.
- Des Teufels Mühle. Main Krimi. emons-verlag, Köln. 2009, ISBN 978-3-89705-641-1. Die Handlung spielt im Spessart.
- Eibengift. Kriminalroman. emons-verlag, Köln. 2011, ISBN 978-3-89705-801-9. Die Handlung spielt in den Eibenwäldern von Paterzell in Oberbayern und Gößweinstein in der Fränkischen Schweiz.

### Sachbücher
- Die spanische Schulreform von 1900. Untersuchung einer systematischen Reformkonzeption. Böhlau Verlag, Köln 1999, ISBN 3-412-08999-0  (zugl. Dissertation, Universität Erlangen 1999).